# スケープゴート (焚吐のアルバム)
『スケープゴート』は、2017年2月8日、ビーイングから発売の焚吐の1枚目のアルバム。
10代最後の作品にして初のフル・アルバム。初回盤のみDVD付き。

## 収録曲
CD
1. ハイパールーキー
作詞：焚吐　作曲・編曲：宮崎諒
2. 僕は君のアジテーターじゃない
作詞・作曲・編曲：Neru
3. 黒いキャンバス
作詞・作曲：焚吐　編曲：出羽良彰
4. オールカテゴライズ
作詞・作曲：焚吐　編曲：Neru
5. 君がいいんです
作詞：焚吐　作曲・編曲：薮崎太郎
6. ふたりの秒針
作詞・作曲：焚吐　編曲：橘井健一
7. グリンプス・グランパ
作詞・作曲：焚吐　編曲：カラスサヤボウ
8. 青い疾走
作詞・作曲：焚吐　編曲：Neru
9. 夢負い人
作詞・作曲：焚吐　編曲：出羽良彰[2]
テレビ東京系「闇芝居 四期」エンディングテーマ[1][2][3]
10. クライマックス
作詞・作曲：焚吐　編曲：ササノマリイ
11. 彼方の明日
作詞・作曲：焚吐　編曲：Neru
12. ティティループ
作詞・作曲：焚吐　編曲：Neru

DVD
1. オールカテゴライズ
2. 子捨て山
作詞・作曲：焚吐　編曲：カラスサヤボウ
3. ふたりの秒針
4. てっぺん底辺
作詞・作曲：焚吐　編曲：Neru
5. 人生は名状し難い
6. クライマックス
7. 僕は君のアジテーターじゃない
作詞・作曲・編曲：Neru